# Filbert Street (stadion)
Filbert Street was een voetbalstadion in de Engelse stad Leicester, en was van 1891 tot 2002 de thuisbasis van Leicester City dat sinds 2024 in de Premier League uitkomt. 
In 2002 verhuisde de club naar het amper honderd meter verderop gelegen King Power Stadium, destijds Walker's Stadium om sponsorredenen. Filbert Street werd nadien gesloopt.

## Geschiedenis
Het stadion op adres Filbert Street werd in gebruik genomen in 1891. Het stadion bestond vanaf 1993 uit vier zittribunes na de voltooiing van de Carling Stand, die de oude 'Main Stand' verving. De Carling Stand kostte de club £ 6.000.000 ,-, maar heeft slechts negen jaar bestaan.
De spionkop (The Kop) moedigde de club aan vanuit de door Archibald Leitch ontworpen 'Double Decker' South Stand (zie foto). De 'Double Decker' dateerde uit 1927.
Tijdens de Tweede Wereldoorlog werd de Main Stand zwaar getroffen door bombardementen. De tribune werd gerenoveerd. Krijgsgevangenen hebben daaraan moeten meewerken. In 1949 werd de tribune opnieuw in gebruik genomen. In 1993 werd de Main Stand vervangen door de Carling Stand. 
De maximumcapaciteit van het stadion na de Tweede Wereldoorlog was 42.000. Het recordaantal toeschouwers van 47.298 werd gehaald op 18 februari 1928. Leicester City speelde die namiddag tegen Wolverhampton Wanderers in de FA Cup. 
De laatste wedstrijd vond plaats op zaterdag 11 mei 2002 en was een Premier League-confrontatie tussen Leicester City en Tottenham Hotspur. Leicester City won die wedstrijd met 2–1. Matthew Piper van Leicester City was de laatste doelpuntenmaker in het stadion. Filbert Street werd afgebroken in 2002.